# هیساتاکا فوجیکاوا
هیساتاکا فوجیکاوا (انگلیسی: Hisataka Fujikawa؛ زادهٔ ۱ مهٔ ۱۹۶۴) بازیکن فوتبال اهل ژاپن است.
از باشگاه‌هایی که در آن بازی کرده‌است می‌توان به باشگاه فوتبال ناگویا گرامپوس و باشگاه فوتبال جف یونایتد ایچیهارا چیبا اشاره کرد.